# Krummer Hund (Portalkran)

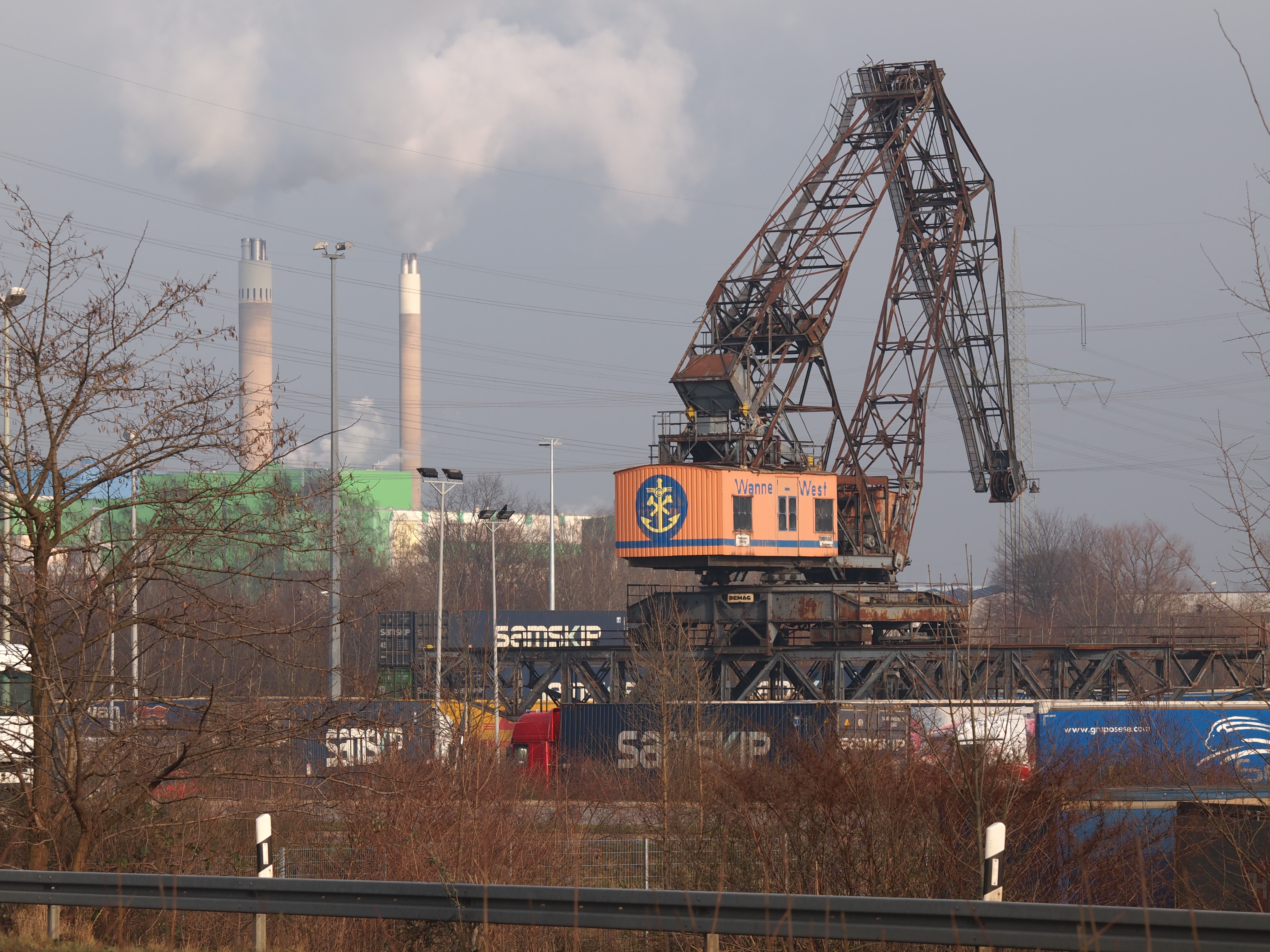
Gesamtansicht (2012)

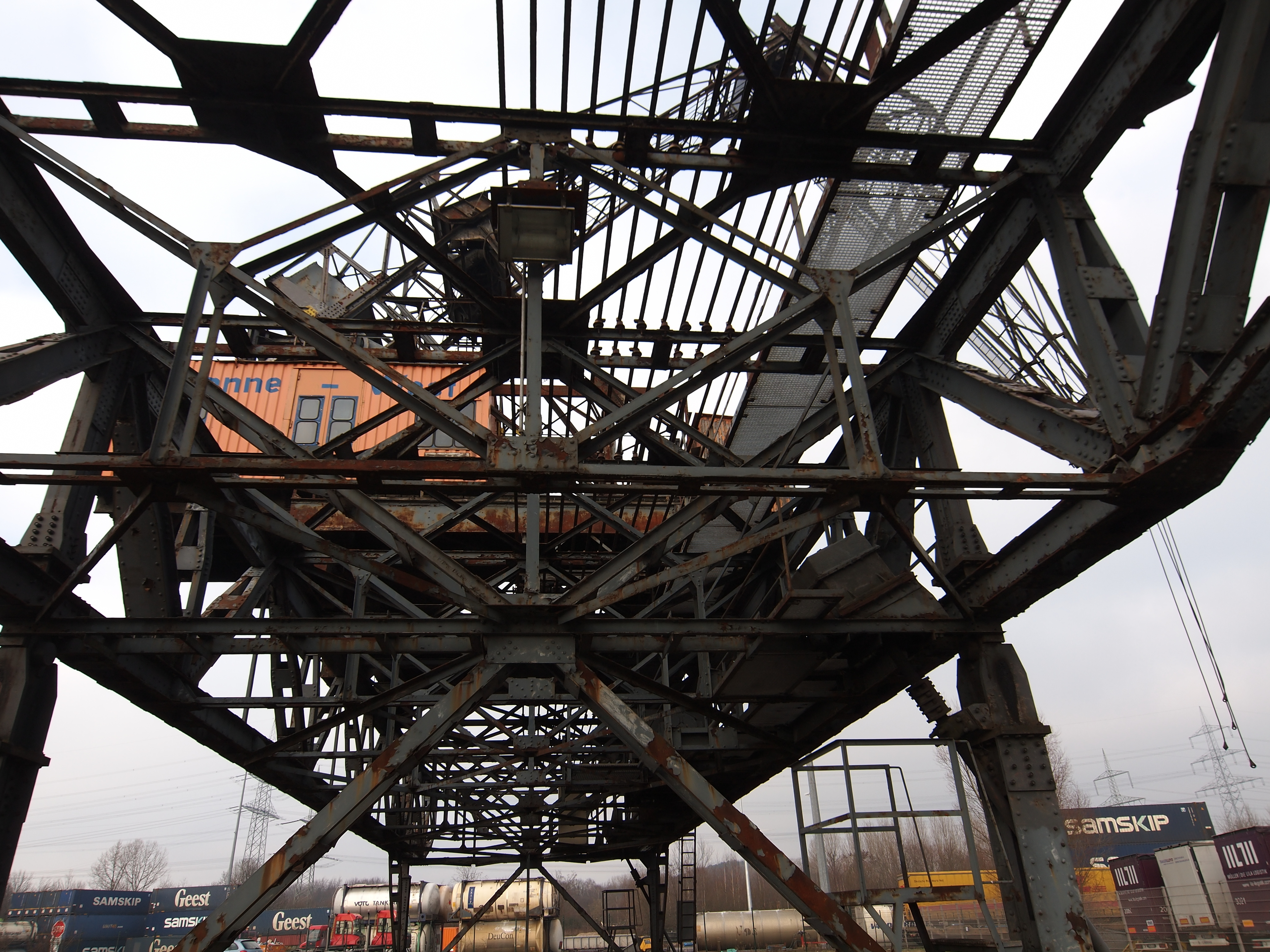
Detail (2012)

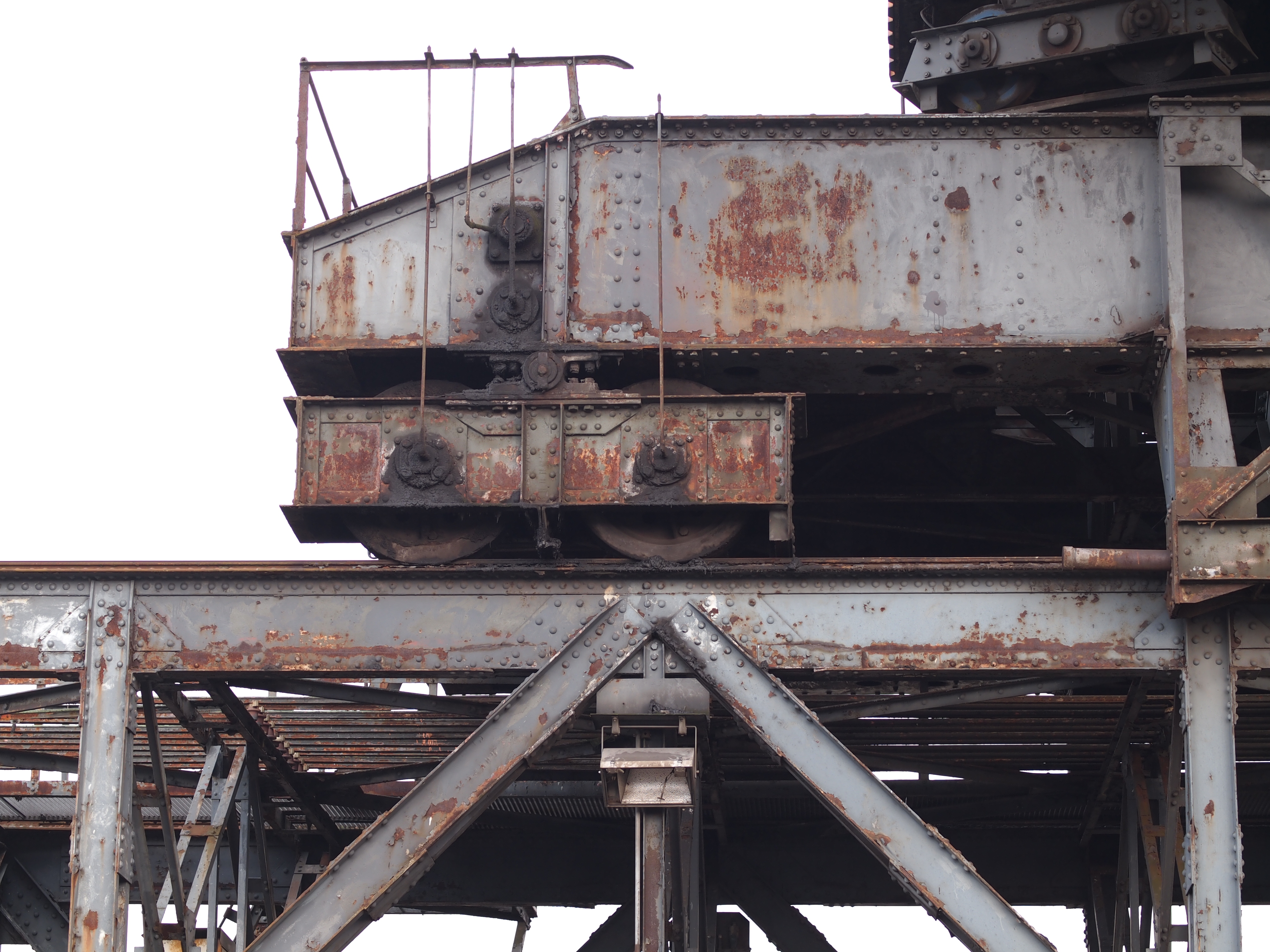
Detail (2012)

Der sogenannte Krumme Hund war ein Portalkran im Westhafen in Herne-Crange am Rhein-Herne-Kanal. Der Kran war ein unter Denkmalschutz stehendes Baudenkmal. Seine Eintragung in die Denkmalliste der Stadt Herne erfolgte am 9. März 1999 (Denkmal Nr. A 639.1). Im Zuge der Verfüllung des Hafenbeckens und der Wiederbebauung des Gesamtareals mit einem Containerlager- und umschlagplatz wurde er jedoch im Jahr 2011 aus der Denkmalliste gestrichen und am 13./14. März 2012 niedergelegt.

## Geschichte
Bereits mit Fertigstellung des Rhein-Herne-Kanals nahm auch die Mehrzahl der entlang seiner über 39 Kilometer führenden Wegstrecke geplanten Kanalhäfen ihren Betrieb auf. Dabei rangierte der unter Führung der Hafenbetriebsgesellschaft Wanne-Herne m.b.H. stehende Wanner Westhafen unter den 20 überwiegend dem Kohleverkehr dienenden Häfen nach der auf ihm umgeschlagenen Kohle den ersten Platz ein. 1926 erreichte er einen Jahresumschlag von 2.286.505 Tonnen, die aus dem Einzugsgebiet (Wanne-Eickel, Herne, Bochum und Recklinghausen) ihren Weg zum Westhafen fanden.:96 Infolge eines Überangebots auf dem Kohlemarkt und gleichzeitig einer gestiegenen Nachfrage nach bestimmten Kohlesorten- und Qualitäten wurde eine Erweiterung in Angriff genommen, in deren Zuge im Jahr 1927 ein aus drei nahezu baugleichen elektrischen Brücken- und Wippenkränen bestehendes Brückenkransystem installiert wurde. Darunter der Krumme Hund, der offiziell als Kran 4  geführt wurde. Im Oktober 1928 konnte das neue Hafenbecken dem Verkehr übergeben werden. Der zunächst überwiegend für den Kies- und Sandumschlag verwandte Kran arbeitete von 1945 bis 1997 auch für die Kohleseparationsanlage. Im Anschluss fand er Einsatz bei der Verfüllung des Hafenbeckens, was, Ironie des Schicksals letztlich auch auslösend für seine Niederlegung war. Mit Ende der Verfüllung stand er an seiner alten Einsatzstelle als Solitär auf einem Gleisfragment. Da er jedoch als Brückenkran sowohl für die Entwicklung der Arbeits- und Produktionsverhältnisse stand, als auch ein identifikationsstiftendes Merkmal für den Hafen wie auch für die Bevölkerung geworden war, erfolgte 1999 seine Eintragung als Baudenkmal in die Denkmalliste der Stadt Herne. Diese Eintragung fand ihre Bestätigung in einem Urteil des Verwaltungsgerichts Gelsenkirchen vom 12. September 2002.:97
Im Zuge des weiteren Ausbaus plante die Wanne-Herner-Eisenbahn und Hafen GmbH (WHE), der auch der Krumme Hund gehörte, die Errichtung eines Containerterminals. Doch stand dessen Errichtung der Kran im Weg. Die sich in wirtschaftlichen Schwierigkeiten befindende WHE sah sich nicht in der Lage zur Erhaltung oder Verlegung des Krans, woraufhin er zu Ende 2011 aus der Denkmalliste gestrichen wurde.:98 Verschiedenen Initiativen den Abbruch zu verhindern, so seitens der Gesellschaft für Heimatkunde Wanne-Eickel e.V., des Vereins Haus Crange, der sich zu diesem Zweck in Förderverein zur Rettung des Krummen Hundes umbenannte oder auch eine Petition an den entsprechenden Landtagsausschuss blieb letztlich der Erfolg versagt. Nach ersten Vorbereitungen am 13. März fiel der Krumme Hund am 14. März 2012. Die Einweihung des Containerterminals nebst zweier Portalkräne folgte knapp ein Jahr darauf am 6. Februar 2013.:99